# Hirrlingen
Hirlingen là một đô thị ở huyện Tübingen trong bang Baden-Württemberg thuộc nước Đức.